# Keith Tippett
Keith Tippett (25. srpna 1947 Bristol – 14. června 2020), vlastním jménem Keith Graham Tippetts, byl britský jazzový pianista a skladatel.
Již na škole založil Tippett vlastní jazzovou skupinu s názvem The KT7. Na konci 60. let 20. století vedl sextet, kde hráli i Elton Deany na saxofon, Mark Charig na trubku a Nick Evans na pozoun. Oženil se se zpěvačkou a herečkou Julií Driscollovou a napsal nějakou hudbu pro televizi. V roce 1970 založil big band Centipede s více než 50 hudebníky. Kromě několika koncertů nahráli Centipede také jazzrockové dvojalbum Septober Energy. Počátkem 70. let Tippett spolupracoval s progressive rockovou skupinou King Crimson, kdy se jako hostující pianista podílel na jejich třech albech In the Wake of Poseidon, Lizard (obě 1970) a Islands (1971).
Později hrál Tippett například v improvizačním jazzovém kvartetu Mujician, které bylo založeno v roce 1988.